# Uppdrag i Genève
Uppdrag i Genève är ett musikalbum från 1981 av den svenska musikgruppen Lustans Lakejer. Det var gruppens andra album och släpptes på skivbolaget Stranded Rekords.
Albumet föregicks av singeln Stilla nätter som blev gruppens första stora framgång. Albumet gick in på Sverigetopplistans 16:e plats i december 1981 och låg kvar på listan i ytterligare fem veckor.
Uppdrag i Genève betraktas som ett legendariskt album i svensk musik. 2006 utgavs det i en utökad version på CD. 2016 gjorde Lustans Lakejer en turné där albumet framfördes i sin helhet.

## Låtlista
Sida A
1. Rendez-vous i Rio (Kinde/Wolgers)
2. En lång natts färd mot dag (Kinde)
3. Sista tangon i Paris (Kinde)
4. Segerns sötma (Wolgers/Liljedahl)
5. Stilla nätter (Kinde/Wolgers)

Sida B
1. Man lever bara två gånger (Kinde/Bergstrandh)
2. Män av skugga (Kinde/Wolgers)
3. Unga moderna (Kinde/Wolgers)
4. Öppna städer (Kinde/Wolgers)
5. Paradisets portar (Kinde/Wolgers)

CD-utgåva 2006
1. Rendez-vous i Rio (Kinde/Wolgers)
2. En lång natts färd mot dag (Kinde)
3. Sista tangon i Paris (Kinde)
4. Segerns sötma (Wolgers/Liljedahl)
5. Stilla nätter (Kinde/Wolgers)
6. Man lever bara två gånger (Kinde/Bergstrandh)
7. Män av skugga (Kinde/Wolgers)
8. Unga moderna (Kinde/Wolgers)
9. Öppna städer (Kinde/Wolgers)
10. Paradisets portar (Kinde/Wolgers)
11. Vår man i Mockba (Wolgers) (B-sida Stilla Nätter)
12. Stilla nätter (7" Version)
13. Öppna städer (Live -81)
14. En lång natts färd mot dag (Live -81)
15. Sista tangon i Paris (Live -81)

## Inspiration till texterna
Samtliga texter är skrivna av Johan Kinde.
De flesta låttitlar är mer eller mindre inspirerade av olika filmer. Här följer en lista över vilka filmer som troligen tjänat som inspiration.
| Låt                        | Film |
| -------------------------- | --- |
| Rendez-vous i Rio          | Osäkert. Den engelska filmen Doctor at Sea hette Rendez-vous á Rio på franska                                               |
| En lång natts färd mot dag | Lång dags färd mot natt, baserad på Eugene O'Neills pjäs Long Day's Journey Into Night.                                     |
| Sista tangon i Paris       | Bernardo Bertoluccis film Sista tangon i Paris (Ultimo tango a Parigi), med Marlon Brando i huvudrollen.                    |
| Segerns sötma              | Den amerikanska filmen Segerns sötma (Sweet Smell of Success) från 1957, med bland andra Burt Lancaster och Tony Curtis.    |
| Stilla nätter              | Den erotiska danska filmen Stille dage i Clichy från 1970. Quiet days in Clichy är en roman av Henry Miller.                |
| Man lever bara två gånger  | James Bond-filmen Man lever bara två gånger (You Only Live Twice) från 1967.                                                |
| Män av skugga              | Ingen uppenbar koppling till någon film.                                                                                    |
| Unga moderna               | Ingen uppenbar koppling till någon film.                                                                                    |
| Öppna städer               | Osäkert. Kan vara filmerna Rom, öppen stad från 1945 och/eller Paris öppen stad från 1961, var för sig eller i kombination. |
| Paradisets portar          | Osäkert. Författaren Dagmar Edqvist gav ut en bok med titeln Paradisets portar 1958.                                        |

## Medverkande

### Musiker
- Johan Kinde – sång/gitarr
- Tom Wolgers – klaviaturinstrument
- Peter Bergstrandh – elbas
- Christer Hellman – trummor/sång

### Övriga
- Producent: Anis/Kinde/Wolgers
- Design: Kinde/Wolgers
- Artwork: Anis
- Tekniker: Billy G:son
- Fotograf: Henrik Gyllenskiöld
- Klädkonsult: Berit Sandgren
- Prophetprogrammering: Ernst Nathorst-Böös/Tom Wolgers

Albumet spelades in av DUTCH i Stockholm 1981.